# Veyre-Monton
 Veyre-Monton  es una población y comuna francesa, situada en la región de Auvernia, departamento de Puy-de-Dôme, en el distrito de Clermont-Ferrand y cantón de Veyre-Monton.

## Demografía
| 992 | 1187 | 1652 | 2572 | 3381 | 3443 |
| Para los censos de 1962 a 1999 la población legal corresponde a la población sin duplicidades (Fuente: INSEE [Consultar]) |      |      |      |      |      |

## Geografía
Comuna situada en la ribera del río Veyre

## Lugares y monumentos
- Virgen de Monton esculpida por Aristide Belloc en lo alto del Pico de Monton

- Cañón alemán al pie de la Virgen de Monton

## Personalidades ligadas a la comuna
- Vern Cotter, entrenador del ASM Clermont-Auvergne.
- Agénor Bardoux, estadista francés.